# Circuit de Phillip Island
Le circuit de Phillip Island est un complexe sportif réservé aux sports mécaniques situé sur l'île de Phillip Island, non loin de la ville de Melbourne, à Victoria, en Australie. Il a été construit en 1956.

## Présentation
Haut lieu des sports mécaniques, le circuit a une longueur de 4 445 mètres, une largeur de 13 m et comprend une ligne droite de 835 m. Délaissé pendant les années 1970, c'est en 1985 qu'il est racheté et rénové. Jusqu'en 1997, seulement deux courses y ont été disputées. Depuis, s'y déroule le Grand Prix moto d'Australie et une épreuve du championnat du monde de Superbike.
Ce circuit est notamment célèbre pour accueillir chaque année le championnat de voitures de tourisme australien V8 Supercars.
Situé au bord de l'océan à Cowes, le circuit de Phillip Island est l'un des plus rapides et des plus spectaculaires du championnat du monde de MotoGP, où les pilotes doivent adopter une conduite coulée.

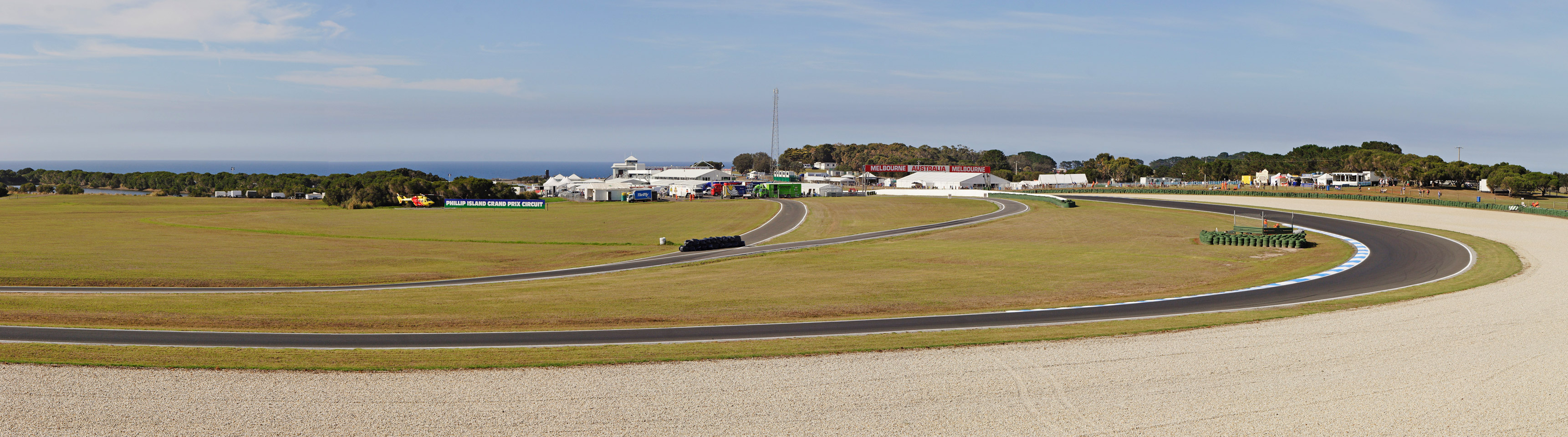
Vue du virage 12.